# کرولین

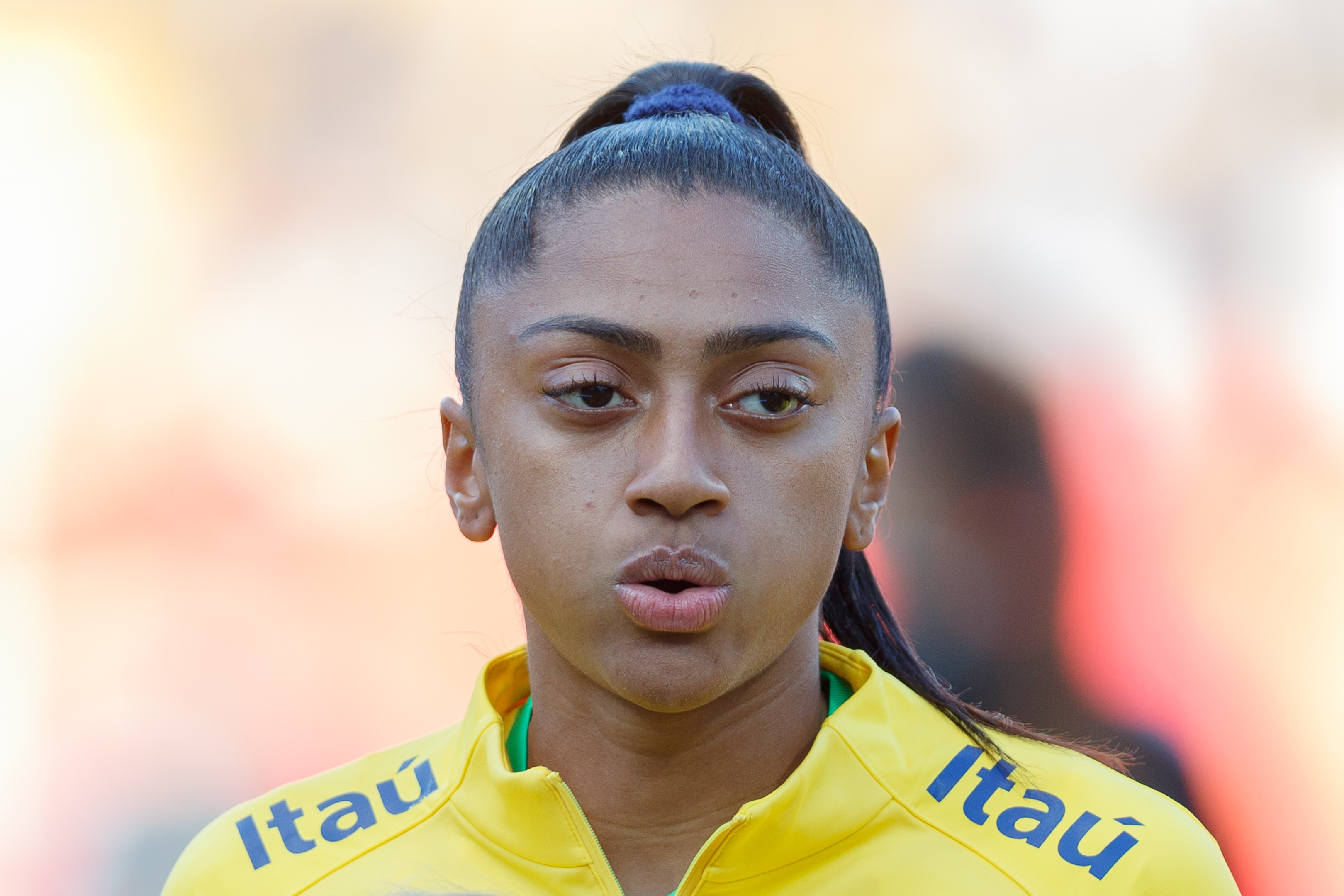
فوتبال، زنان، مسابقه بین‌المللی، آلمان - برزیل: کرولین نیکولی اسرائیل فراز

کرولین نیکولی اسرائیل فراز (زاده ۱۷ نوامبر ۱۹۹۹)، که معمولاً با نام کرولین شناخته می‌شود، یک فوتبالیست حرفه‌ای برزیلی است که به عنوان مهاجم برای تیم کارولینای شمالی لیگ ملی فوتبال زنان (ان‌دابلیواس‌ال) و تیم ملی برزیل بازی می‌کند. در سال ۲۰۱۸، او با زدن ۱۴ گل در ۳۵ بازی برای پونته پرتا، از سوی کنفدراسیون فوتبال برزیل به عنوان بازیکن زن برتر در برازیلیرائو انتخاب شد. او به عنوان با ارزش‌ترین بازیکن لیگ ملی فوتبال زنان ۲۰۲۳ انتخاب شد.

## اوایل زندگی
خانواده کرولین در بائورو زندگی می‌کردند، سپس به کمپیناس نقل مکان کردند، آنها در آنجا در مزرعه ای اقامت داشتند زیرا توانایی پرداخت اجاره را نداشتند. هنگامی که ۱۲ ساله بود به دلیل عفونت استخوان و سلولیت در پایش در بیمارستان بستری شد و به او توصیه شد که ورزش تماسی را متوقف کند.

## عضویت در باشگاه
کرولین در میان چندین فوتبالیست جوان آینده‌دار بود که از سیستم جوانان باشگاه فوتبال والینهوس، یک تیم زنانه که توسط بخش ورزش و اوقات فراغت مقامات محلی اداره می‌شود و توسط آنا لوسیا گونسالوس مربیگری می‌شود، ظهور کرد. والینیوس در ژانویه ۲۰۱۶ با باشگاه فوتبال گوارانی موافقت کرد تا به عنوان بازیکن تیم ترکیبی گراوانی/والینهوس در مسابقات قهرمانی فوتبال زنان پائولیستا در سال ۲۰۱۶ شرکت کند.
هنگامی که باشگاه فوتبال پونته پرتا تصمیم گرفت در سال ۲۰۱۷ یک بخش زنان تشکیل دهد، آنها باشگاه والینهوس را در اختیار گرفتند و کرولین ۱۷ ساله در میان تیمی که به ارث برده بودند. او پس از به ثمر رساندن ۱۰ گل در ۲۱ بازی برای نیمه نهایی پونته پرتا، به عنوان بهترین بازیکن کمپئوناتو پائولیستا ۲۰۱۷ انتخاب شد.
سپس او به‌عنوان انتقال قرضی به کرینتیانز/آوداکس برای کمپین موفقیت‌آمیز کوپا لیبرتادورس فمنینا ۲۰۱۷ در اکتبر ۲۰۱۷ فرستاده شد. او پس از تساوی ۰–۰ در فینال در ورزشگاه آرسنیو اریکو، آسونسیون، در ضربات پنالتی مقابل کولو کولو گلزنی کرد.
در سال ۲۰۱۸ او ۱۴ گل در ۳۵ بازی برای پونته پرتا به ثمر رساند و در مسابقات قهرمانی فوتبال زنان برزیل "رِوِلاسو" (ترجمه واژه‌به‌واژه: مکاشفه) در جوایز پایان فصل برنده شد. گزارش شده است که عملکرد خوب کرولین برای پونته پرتا و تیم‌های ملی جوانان او را تبدیل به یک هدف نقل و انتقالات برای سایر باشگاه‌های برزیل و همچنین باشگاه‌های حرفه ای در فرانسه و چین کرده است.
تیم ترکیبی کورینتیانس/آوداکس که کرولین به برنده شدن کوپا لیبرتادورس ۲۰۱۷ کمک کرده بود، زمانی که کورینتیانس از آن شراکت خارج شد و تیم خود را راه اندازی کرد، از هم جدا شد. این باعث شد آوداکس در کوپا لیبرتادورس فمنینا ۲۰۱۸ جایگاهی داشته باشد اما بدون تیم. قراردادی برای والینهوس (که به عنوان پونته پرتا در مسابقات داخلی بازی می‌کرد) انجام شد تا نماینده آئوداکس در کوپا لیبرتادورس باشد. کرولین در پیروزی ۴–۰ مقابل پنارول گلزنی کرد، اما آوداکس در مرحله گروهی حذف شد.
باشگاه فوتبال پالمیراس در دسامبر ۲۰۱۸ فوراً به یک تیم زنان نیاز داشت، زیرا طبق قوانین کونمبول که همه شرکت‌کنندگان را ملزم می‌کرد تیم‌های زنان را اداره کنند، از حضور در کوپا لیبرتادورس مردانه محروم شدند. در یک قرارداد شراکتی، پالمیراس موافقت کرد که حقوق بازیکنان و کارکنان والینیوس را تأمین کند، بازیکنانی که از نام پالمیراس استفاده می‌کردند اما به بازی و تمرین در والینیوس ادامه می‌دادند.